# Moon Geun-young
Moon Geun-young (문근영), född 6 maj 1987 i Gwangju, är en koreansk skådespelerska. 
Hennes medverkan i filmen My Little Bride 2004 sägs ha myntat begreppet "Nationens lillasyster" – med betydelsen av populär, ung kvinnlig stjärna.

## Verklista (som skådespelare)

### Filmografi
- 1999 – On the Road (길 위에서, efter Jack Keruacs bok)
- 2002 – Yeonae soseol (연애소설, på engelska Lovers' Concerto; som "Ji-yoon")
- 2003 – Janghwa, Hongryeon (장화·홍련, på engelska som A Tale of Two Sisters; som "Bae Su-yeon")
- 2004 – Eorin shinbu (어린 신부, på engelska som My Little Bride; som "Suh Bo-eun")
- 2005 – Daenseo-ui sunjeong (댄서의 순정, på engelska som Innocent Steps; som "Jang Chae-ryn")
- 2006 – Sarang-ttawin piryo-eopseo (사랑따윈 필요 없어, på engelska som Love Me Not; som "Ryu Min")
- 2015 – Sado (사도, på engelska som The Throne; som "Lady Hyegyeong")
- 2017 – Yoorijungwon (유리정원, på engelska som Glass Garden; som "Jae-yeon")

### TV-serier (urval)
- 1999–2000 – Nurungji Seonsaenggwa Gamja Ilgobgae (누룽지 선생과 감자 일곱개)
- 2000: Gaeul Donghwa (가을동화; som "Yung un-seo" som ung)
- 2001 – Myeongseong Hwanghu (명성황후, Empress Myeongseong; som "kejsarinnan Myeongseong" som ung)
- 2003 – Anae (아내, på engelska The Wife)
- 2010 – Sinderella Eonni (신데렐라 언니, på engelska som Cinderella’s Sister; som "Song Eun Jo / Goo Eun Jo")
- 2010 – Maelineun oebagjung (매리는 외박중, på engelska som Mary Stayed Out All Night; som "Wi Mae Ri")
- 2012 – Cheongdam-dong Alice (청담동 앨리스; som "Han, Se Kyung / Alice")
- 2013 – Bun-ui Yeosin Jeongi (불의 여신 정이, på engelska som Goddess of Fire; som "Yoo Jung")
- 2015 – Maeul: Achiaraui Bimil (마을 – 아치아라의 비밀, på engelska som The Village: Achiara's Secret; som "So-yoon")
- 2019 – 'Yooryungeul Jabara (유령을 잡아라, på engelska som Catch the Ghost; som "Yoo Ryung")